# Victory Tour
Victory Tour – ostatnia wspólna trasa koncertowa grupy The Jacksons (później Michael koncertował solo). Rozpoczęła się koncertem na stadionie Arrowhead w Kansas City 6 lipca 1984 roku. Zakończyła się serią sześciu koncertów na Dodger Stadium w Los Angeles 9 grudnia 1984 roku. Trasa wzięła nazwę od albumu „Victory” The Jacksons. Koncerty które objęły swoim zasięgiem całe Stany Zjednoczone i Kanadę odniosły ogromny sukces, chociaż zespół nie zaśpiewał ani jednego utworu z „Victory”.

## Lista utworów
1. „Wanna Be Startin’ Somethin’”
2. „Things I Do for You”
3. „Off The Wall”
4. „Human Nature” (intro z „Ben”)
5. „This Place Hotel”
6. „She’s Out of My Life”
7. Jermaine Jackson Medley
  - „Let’s Get Serious”
  - „You Like Me, Don’t You?”
  - „Tell Me I’m Not Dreamin’ (Too Good to Be True)” (with Michael)
8. Jackson 5 Medley
  - „I Want You Back”
  - „The Love You Save”
  - „I’ll Be There”
9. „Rock with You”
10. „Lovely One”
11. Interlude
12. „Workin’ Day and Night”
13. „Beat It”
14. „Billie Jean”
15. „Shake Your Body (Down to the Ground)”

## Informacje o koncertach
- 07/06/1984 Arrowhead Stadium – Kansas City, Missouri – 45,000
- 07/07/1984 Arrowhead Stadium - Kansas City, Missouri - 45,000
- 07/08/1984 Arrowhead Stadium - Kansas City, Missouri - 45,000
- 07/13/1984 Texas Stadium – Dallas, Teksas – 40,000
- 07/14/1984 Texas Stadium - Dallas, Teksas - 40,000
- 07/15/1984 Texas Stadium - Dallas, Teksas - 40,000
- 07/21/1984 Gator Bowl Stadium – Jacksonville, Floryda – 45,000
- 07/22/1984 Gator Bowl Stadium - Jacksonville, Floryda - 45,000
- 07/23/1984 Gator Bowl Stadium - Jacksonville, Floryda - 45,000
- 07/29/1984 Giants Stadium – East Rutherford, New Jersey – 44,282
- 07/30/1984 Giants Stadium - East Rutherford, New Jersey - 44,282
- 07/31/1984 Giants Stadium - East Rutherford, New Jersey - 44,282
- 08/04/1984 Madison Square Garden – Nowy Jork – 19,000
- 08/05/1984 Madison Square Garden - Nowy Jork, Nowy Jork - 19,000
- 08/07/1984 Neyland Stadium – Knoxville, Tennessee – 48,783
- 08/08/1984 Neyland Stadium - Knoxville, Tennessee - 48,783
- 08/09/1984 Neyland Stadium - Knoxville, Tennessee - 48,783
- 08/17/1984 Pontiac Silverdome – Detroit, Michigan – 47,900
- 08/18/1984 Pontiac Silverdome - Detroit, Michigan - 47,900
- 08/19/1984 Pontiac Silverdome - Detroit, Michigan - 47,900
- 08/25/1984 Rich Stadium – Buffalo, Nowy Jork - 47,000
- 08/26/1984 Rich Stadium - Buffalo, Nowy Jork - 47,000
- 09/01/1984 JFK Stadium – Filadelfia, Pensylwania – 60,000
- 09/02/1984 JFK Stadium - Filadelfia, Pensylwania - 60,000
- 09/07/1984 Mile High Stadium – Denver, Kolorado – 54,000
- 09/08/1984 Mile High Stadium - Denver, Colorado - 51,000
- 09/17/1984 Stadion Olimpijski – Montreal, Quebec – 58,270
- 09/18/1984 Stadion Olimpijski - Montreal, Quebec - 58,270
- 09/21/1984 RFK Stadium – Waszyngton, Dystrykt Kolumbia - 45,000
- 09/22/1984 RFK Stadium - Waszyngton, Dystrykt Kolumbia - 45,000
- 09/28/1984 JFK Stadium - Filadelfia, Pensylwania - 60,000
- 09/29/1984 JFK Stadium - Filadelfia, Pensylwania - 60,000
- 10/05/1984 Canadian National Exhibition Stadium – Toronto, Ontario – 55,000
- 10/06/1984 Canadian National Exhibition Stadium - Toronto, Ontario - 55,000
- 10/07/1984 Canadian National Exhibition Stadium - Toronto, Ontario - 55,000
- 10/12/1984 Comiskey Park – Chicago, Illinois – 40,000
- 10/13/1984 Comiskey Park - Chicago, Illinois – 40,000
- 10/14/1984 Comiskey Park - Chicago, Illinois - 40,000
- 10/19/1984 Municipal Stadium – Cleveland, Ohio – 50,000
- 10/20/1984 Municipal Stadium - Cleveland, Ohio - 44,000
- 10/29/1984 Fulton County Stadium – Atlanta, Georgia – 31,000
- 10/30/1984 Fulton County Stadium - Atlanta, Georgia - 30,000
- 11/02/1984 Orange Bowl – Miami, Floryda - 68,000
- 11/03/1984 Orange Bowl - Miami, Floryda - 66,000
- 11/09/1984 Astrodome – Houston, Teksas - 40,000
- 11/10/1984 Astrodome - Houston, Teksas - 40,000
- 11/16/1984 BC Place Stadium – Vancouver, Kolumbia Brytyjska – 42,000
- 11/17/1984 BC Place Stadium - Vancouver, Kolumbia Brytyjska - 42,000
- 11/18/1984 BC Place Stadium - Vancouver, Kolumbia Brytyjska - 42,000
- 11/30/1984 Dodger Stadium – Los Angeles – 60,000
- 12/01/1984 Dodger Stadium - Los Angeles, Kalifornia - 60,000
- 12/02/1984 Dodger Stadium - Los Angeles, Kalifornia - 60,000
- 12/07/1984 Dodger Stadium - Los Angeles, Kalifornia - 60,000
- 12/08/1984 Dodger Stadium - Los Angeles, Kalifornia - 60,000
- 12/09/1984 Dodger Stadium - Los Angeles, Kalifornia - 60,000

## Wykonawcy

### Główni wykonawcy
- Michael Jackson: wokalista, tancerz
- Jermaine Jackson: wokalista, bass, tancerz
- Tito Jackson: chórek, gitara, tancerz
- Randy Jackson: chórek, tancerz
- Marlon Jackson: chórek, tancerz
- Jackie Jackson: chórek, tancerz

### Członkowie zespołu
- Kierownik muzyczny: The Jacksons
- Perkusja: Jonathan Moffett
- Gitara: David Williams, Gregg Wright
- Instrumenty klawiszowe: Rory Kaplan, Pat Leonard & Jai Winding